# Voigt Vilmos
Voigt Vilmos (Szeged, 1940. január 17. – 2025. június 8.) magyar néprajzkutató professor emeritus, szemiotikus.

## Életpályája
Apja, dr. Voigt Vilmos, a Csepel Autógyárban dolgozott, anyja Bárhányi Erzsébet. A Medve utcai általános iskolában tanult (1951–1954). 1963-ban végzett az ELTE Bölcsészettudományi Karán, ahol a folklórtanszék munkatársa, majd vezetője lett. Előbb gyakornok, 1964-től tanársegéd, 1970-től adjunktus, 1976-tól docens, 1995-től egyetemi tanár volt. 2010-ben, nyugalomba vonulásakor kapta meg a professor emeritus címet.
A magyar folklorisztika, szemiotika, esztétika, néprajz európai rangú kutatója. Évtizedeken keresztül meghatározta a folklorisztika oktatásának kereteit és tartalmát. 1973-tól az irodalomtudományok kandidátusa, 1995-től a néprajztudomány doktora.
Összehasonlító filológiával és a népköltészet elméletével foglalkozott. Számos külföldi és hazai szaklexikon szerzője és munkatársa.
Többek között a Magyar Szemiotikai Társaság elnöke és a Magyar Néprajzi Társaság tagja.
2010-ben a Magyar Köztársasági Érdemrend lovagkeresztjével tüntették ki.

## Művei
- Európai folklór; DE Néprajzi Tanszék–Debreceni Egyetemi Kiadó, Debrecen, 2020 (Studia folkloristica et ethnographica)
- A jelek valóságáról – a valóság jeleiről. Válogatott tanulmányok; Gondolat, Budapest, 2019
- Finnugorisztika, filológia, folklorisztika. Válogatott tanulmányok; szerk. Maticsák Sándor; DE Néprajzi Tanszék, Debrecen, 2018 (Studia folkloristica et ethnographica)
- Néprajzi és etnológiai alapfogalmak; átdolg. kiad.; DE Néprajzi Tanszék, Debrecen, 2017 (Néprajz egyetemi hallgatóknak)
- Óizlandi irodalom és kultúra; ELTE Germanisztikai Intézet, Bp., 2016 (Budapester Beiträge zur Germanistik)
- Az európai folklór a középkor végéig; Loisir, Bp., 2015
- Jelek és vallások. Bevezetés a vallásszemiotikába; SZEK JGYF, Szeged, 2015 (Alkalmazott nyelvészeti mesterfüzetek)
- 2014 Aquinói Szent Tamás és a mágia
- 2014 A szerelem kertjében
- 2014 A folklorisztika alapfogalmai
- 2013 Etnoszemiotika
- 2011 Jeltudomány
- Meseszó. Tanulmányok mesékről és mesekutatásról; MTA-ELTE Folklór Szövegelemzési Kutatócsoport–ELTE Néprajzi Intézet, Bp., 2009 (Szövegek és elemzések)
- 2008 Bevezetés a szemiotikába
- Az európai folklór; Kornétás, Bp., 2006
- 2006 A vallás megnyilvánulásai – Bevezetés a vallástudományba. Budapest
- A vallási élmény története. Bevezetés a vallástudományba; Timp, Bp., 2004
- Magyar, magyarországi és nemzetközi történeti folklorisztikai tanulmányok; Universitas, Bp., 2004
- A magyar ősvalláskutatás kérdései; Magyar Vallástudományi Társaság, Bp., 2003 (Vallástudományi tanulmányok)
- A folklórtól a folklorizmusig. Történeti folklorisztikai tanulmányok; Universitas, Bp., 2001
- 2000 Világnak kezdetétől fogva. Történeti folklorisztikai tanulmányok
- Suggestions towards a theory of folklore; előszó Alan Dundes; Mundus, Bp., 1999 (Mundus library of folklore studies)
- Irodalom és nép északon. A balti finn népek folklórja mint az európai folklór része. Tanulmányok. Felsőoktatási tankönyv; Universitas, Bp., 1997
- 60 kaunista unkarilaista kansanlaulua; BDTF, Savariae (Szombathely), 1992 (Specimina Fennica)
- Szemiotikai kultúra – a kultúra szemiotikája; KLTE, Debrecen, 1990 (Néprajz egyetemi hallgatóknak)
- A folklorizmusról; KLTE, Debrecen, 1990 (Néprajz egyetemi hallgatóknak)
- Modern magyar folklorisztikai tanulmányok; KLTE, Debrecen, 1987 (Folklór és etnográfia)
- 1980 Genre, Strukture and Reproduction in Oral Literature
- 1977 Bevezetés a szemiotikába
- 1976 Glaube und Inhalt. Drei Studien zur Volksüberlieferung
- 1972 A folklór alkotások elemzése
- 1972 A folklór esztétikájához